# Piero Soderini
Piero Soderini, född 1451, död 1522, var en italiensk politiker. Han var styresman i republiken Florens mellan 1498 och 1512. 